# Zeboudja
Zeboudja (în arabă الزبوجة) este o comună din provincia Chlef, Algeria.
Populația comunei este de 26.539 de locuitori (2008).